# Cayo Cruz
Cayo Cruz es un cayo de 26 km² de superficie perteneciente al archipiélago Jardines del Rey, en el municipio de Esmeralda, al norte de la provincia centro-oriental cubana de Camagüey, a la que pertenece administrativamente.
Unido al territorio de la isla de Cuba a través de cayo Romano por pedraplén de 42 km de longitud construido a inicios de los '90 del pasado siglo, se le conoce internacionalmente por su exuberante fauna marina y sus bajos fondos arenosos de increíble transparencia, así como por sus extensas playas de fina arena blanca y aguas turquesas alrededor de la cual se ejecuta un amplio proceso inversionista, que lo llevará a convertirse, con más de 8000 habitaciones, en unos de los principales polos turísticos del país caribeño.
Posee un área de 26 km², con una longitud en su costa norte de 25 km, de los cuales 22,5 km, es decir el 90 %, corresponden a playas arenosas de excelente calidad. Éstas se subdividen en siete tramos, destacándose Playa Cara, Playa Onda, Playa Sigua, Dorada, etc. Dichas playas son de arenas blancas de grano fino, con poca pendiente y con profundidades de baja a media, sin presencia de vegetación submarina (Thalassia) en sus áreas de baño. Sus aguas son limpias, no contaminadas y muy transparentes. Los anchos de arena de sol van de 5 m hasta los 20 m, en las mejores playas como Playa Onda y Playa Cara.
Los recursos pesqueros son importantes, tanto desde el punto de vista económico como turístico Se distinguen, entre otros, la langosta, el pargo criollo, el macabí, la cubera, etc. En áreas continuas al veril y fuera de la plataforma existen especies para la pesca deportiva como son: el dorado, la aguja, el costero y el emperador. Todas realizan migraciones estacionarias que son aprovechadas para su captura.